# Film u Kulušiću – Live
Film u Kulušiću – Live uživo je album zagrebačke rock skupine Film, kojeg 1981. godine objavljuje diskografska kuća Jugoton.
Materijal za album snimljen je 11. veljače 1981. godine u klubu 'Kulušić' i ujedno to je prvi LP snimljen uživo u 'Kulušiću'. Prvi zapis na albumu je šarmantni uvodni govor Dražena Vrdoljaka na francuskom jeziku, nakon čega slijede skladbe "Neprilagođen", "Moderna djevojka", "Zamisli život u ritmu muzike za ples", "Kad si mlad" i "Zajedno", koje puno bolje zvuče nego u studijskim verzijama.

## Popis pjesama

### A strana
1. "Uvodni govor Par Dr. Vrdoljak" (0:40)
  - Glas - Dražen Vrdoljak
2. "Neprilagođen" (3:40)
3. "Moderna djevojka" (2:55)

### B strana
1. "Zamisli život u ritmu muzike za ples" (3:25)
2. "Kad si mlad" (2:50)
3. "Zajedno" (2:50)

## Izvođači
- Jura Stublić - vokal
- Marino Pelajić - bas-gitara, vokal
- Ivan Stančić - bubnjevi
- Mladen Juričić - gitara, vokal
- Jurij Novoselić - saksofon
- Nicolo Santro Esmeraldo - trombon

### Produkcija
- Producent, miks, snimatelj - Ivan Piko Stančić
- Snimatelj - Hrvoje Hegedušić
- Miks, snimatelj - Mladen Škalec
- Dizajn - Ivan Stančić

## Vanjske poveznice
- Discogs - Recenzija albuma